# Єсауленко Микола Савелійович
Мико́ла Саве́лійович Єсау́ленко (рос. Николай Савельевич Есауленко; 14 вересня 1919 — 28 липня 1997) — радянський військовий льотчик, в роки Другої світової війни — командир ескадрильї 210-го штурмового авіаційного полку 136-ї штурмової авіаційної дивізії 17-ї повітряної армії, старший лейтенант. Герой Радянського Союзу (1945).

## Життєпис
Народився на хуторі Трудобеліковський, нині Красноармійського району Краснодарського краю Росії, в селянській родині. Росіянин.
Закінчив Горлівське гірничо-промислове училище. Працював забійником шахти «Кочегарка» (м. Горлівка, Донецька область).
У лавах РСЧА з 1938 року. У 1940 році закінчив Ворошиловградську військову авіаційну школу льотчиків.
На фронтах німецько-радянської війни з грудня 1942 року. Воював у складі 210-го штурмового авіаційного полку на Південному, Північно-Кавказькому, Закавказькому, 4-му та 3-му Українському фронтах. До березня 1945 року здійснив 138 бойових вильотів на штурмовику Іл-2.
У 1948 році вийшов у запас. Мешкав у Севастополі, де й помер. Похований на Алеї Слави міського кладовища «Кальфа».

## Нагороди
Указом Президії Верховної Ради СРСР від 18 серпня 1945 року старшому лейтенантові Єсауленку Миколі Савелійовичу присвоєне звання Героя Радянського Союзу з врученням ордена Леніна і медалі «Золота Зірка» (№ 6910).
Також нагороджений двома орденами Червоного Прапора (07.12.1943, 30.09.1944), орденами Вітчизняної війни 1-го (11.03.1985) та 2-го (14.07.1943) ступенів, Червоної Зірки (04.05.1943) і медалями.

## Вшанування пам'яті
У місті Слов'янськ-на-Кубані Краснодарського краю встановлено погруддя.
На фасаді будинку № 53 на проспекті Жовтневої революції у Севастополі, в якому у 1975—1997 роках мешкав М. С. Єсауленко, встановлено меморіальну дошку.
На фасаді школи № 39 хутора Трудобеліковський Краснодарського краю, в якій навчався М. С. Єсауленко, встановлено меморіальну дошку.